# GML
GML (англ. Glycosylphosphatidylinositol anchored molecule like) – білок, який кодується однойменним геном, розташованим у людей на 8-й хромосомі. Довжина поліпептидного ланцюга білка становить 158 амінокислот, а молекулярна маса — 17 730.
| 10         |  | 20         |  | 30         |  | 40         |  | 50         |
| ---------- |  | ---------- |  | ---------- |  | ---------- |  | ---------- |
| MLLFALLLAM |  | ELPLVAASAT |  | MRAQWTYSLR |  | CHDCAVINDF |  | NCPNIRVCPY |
| HIRRCMTISI |  | RINSRELLVY |  | KNCTNNCTFV |  | YAAEQPPEAP |  | GKIFKTNSFY |
| WVCCCNSMVC |  | NAGGPTNLER |  | DMLPDEVTEE |  | ELPEGTVRLG |  | VSKLLLSFAS |
| IIVSNILP   |  |            |  |            |  |            |  |            |

A: Аланін

C: Цистеїн

D: Аспарагінова кислота

E: Глутамінова кислота

F: Фенілаланін

G: Гліцин

H: Гістидин

I: Ізолейцин

K: Лізин

L: Лейцин

M: Метіонін

N: Аспарагін

P: Пролін

Q: Глутамін

R: Аргінін

S: Серин

T: Треонін

V: Валін

W: Триптофан

Кодований геном білок за функцією належить до ліпопротеїнів. 
Локалізований у клітинній мембрані, мембрані.